# Ramnagar Bhutaha
Ramnagar Bhutaha – gaun wikas samiti we wschodniej części Nepalu w strefie Kośi w dystrykcie Sunsari. Według nepalskiego spisu powszechnego z 2001 roku liczył on 1698 gospodarstw domowych i 11087 mieszkańców (5403 kobiet i 5684 mężczyzn).